# Blanche Reverchon
Blanche Reverchon-Jouve, née Blanche Reverchon le 16 mai 1879 dans le 5e arrondissement de Paris et morte le 8 janvier 1974 dans le 14e arrondissement de Paris, est une psychiatre française, psychanalyste et traductrice de Freud. 

## Biographie
Née en 1879 à Paris, fille du médecin genevois Antoine Reverchon (1854-1885) et de Louise Joséphine Barbier (1851-1886), Blanche Reverchon est orpheline à l'âge de sept ans.
Elle effectue des études de philosophie, puis de médecine, et plus spécifiquement de neurologie avec Joseph Babinski, un temps assistant de Charcot à l'hôpital de la Salpêtrière. Elle soutient une thèse de médecine, publiée en 1924 sous l'intitulé Contribution à l'étude des contractures parkinsoniennes, puis elle fait une spécialisation en neurologie avec Joseph Babinski. Elle exerce la psychiatrie à Genève et y fréquente les milieux pacifistes, proches de Romain Rolland, et la société des femmes, dont rend compte le roman de Victor Margueritte, La Garçonne, 1922. 
En 1921, elle rencontre l'écrivain Pierre Jean Jouve,, d'abord à Florence, puis à Salzbourg chez Stefan Zweig. Ils se marient en 1925, après que Jouve s'est séparé de sa première épouse, Andrée. 

### Découverte de la psychanalyse et parcours professionnel
En 1923, Blanche Reverchon traduit Trois Essais sur la Théorie de la sexualité de Freud, avec l'aide de Bernard Groethuysen. Son père avait assisté aux cours de Charcot en même temps que Sigmund Freud. En 1927, elle rencontre Freud à Vienne, qui lui conseille de devenir psychanalyste. 
Elle fait une analyse avec Eugénie Sokolnicka, puis avec Rudolph Loewenstein et René Laforgue, trois des fondateurs de la Société psychanalytique de Paris (SPP). Elle rejoint la SPP à partir de 1928, devenant membre titulaire en 1932 ou 1933. 
Elle exerce comme analyste et subvient ainsi aux besoins du couple qu'elle forme avec Pierre Jean Jouve, constituant avec celui-ci un cénacle d'amis.
En 1950, elle participe au premier congrès, à Paris, de l'Association mondiale de psychiatrie (en), dont Henri Ey est secrétaire général. Lors de la scission de 1953 interne à la Société psychanalytique de Paris, elle démissionne en même temps que Daniel Lagache, Juliette Favez-Boutonier et Françoise Dolto. Ils sont rejoints par Jacques Lacan, et créent la Société française de psychanalyse. 
En 1932, elle est comme membre de la section française du Soroptimist International, l'association féministe créée en 1921.

## Blanche Reverchon, les écrivains et les artistes
Elle publie avec Pierre Jean Jouve, Moments d'une psychanalyse dans La Nouvelle Revue française en mars 1933. Elle a considérablement influencé l'œuvre de son mari, Pierre Jean Jouve, qui fit un usage très novateur et très original de la psychanalyse dans d'importants romans (Hécate, 1928 et Vagadu, 1931) et dans ses grands recueils de poèmes (Sueur de Sang, 1933, et Matière céleste, 1937). Elle orienta certainement Jouve vers la lecture des grands mystiques Catherine de Sienne, François d'Assise, Jean de la Croix, Thérèse d'Avila[réf. souhaitée]. Le célèbre avant-propos du recueil Sueur de Sang (1933), intitulé Inconscient, Spiritualité et Catastrophe, doit certainement beaucoup à Blanche Reverchon.
Blanche Reverchon a psychanalysé plusieurs artistes, dont le poète anglais David Gascoyne, le compositeur italien Giacinto Scelsi, le peintre  Philippe Roman et l'écrivain Henry Bauchau qui la met en scène sous le nom de « la Sybille » dans son roman La Déchirure (1966). Dans son journal et dans son livre posthume Pierre et Blanche (2012), Henry Bauchau donne plusieurs témoignages sur Blanche Reverchon, témoignages qui brossent le portrait d'une personnalité secrète.

## Publications
- Contribution à l'étude des contractures parkinsoniennes (c. 1924) (thèse), notice BNF.
- Sigmund Freud, Trois essais sur la théorie de la sexualité (traduction), Gallimard, Les Documents bleus no 1, 1923, traduit de l'allemand par B. Reverchon-Jouve ; rééd. Gallimard, coll. « Idées », 1971.
- Pierre Jean Jouve et Dr Blanche Reverchon-Jouve, Moments d'une psychanalyse, La Nouvelle Revue française, no 234, mars 1933.

### Source
- Jean-Pierre Bourgeron, « Blanche Reverchon-Jouve », p. 1483, in Alain de Mijolla (dir.), Dictionnaire international de la psychanalyse 2. M/Z. Calmann-Lévy, 2002,  (ISBN 2-7021-2530-1).